# Klaus-Ewald Holst
Klaus-Ewald Holst (* 16. Mai 1943 in Neustrelitz) ist ein deutscher Manager und war von 1990 bis zum 31. August 2010 Vorstandsvorsitzender der VNG – Verbundnetz Gas Aktiengesellschaft (VNG).

## Leben
Holst studierte nach Abitur (1961) und einer Lehre bis 1967 Tiefbohrtechnik und Erdöl-/Erdgasgewinnung an der TU Bergakademie Freiberg. Im ehemaligen VEB Verbundnetz Gas war er ab 1968 beginnend als Entwicklungsingenieur in verschiedenen Funktionen bis hin zum Hauptabteilungsleiter Instandhaltung tätig. 1977 wurde er zum Dr.-Ing. promoviert. Während der politischen Wende in der DDR gelang es ihm federführend, das Unternehmen aus dem Gaskombinat Schwarze Pumpe herauszulösen und es noch vor der Wirtschafts- und Währungsunion am 29. Juni 1990 in eine Aktiengesellschaft umzuwandeln. Nunmehr als Vorstandsvorsitzender entwickelte er das Großunternehmen zügig weiter. Parallel zur Umstellung von Stadt- auf Erdgas, der Modernisierung des Ferngasleitungsnetzes und dessen Anbindung an das westeuropäische Pipelinesystem trieb er die Diversifizierung der Erdgasbezüge – insbesondere aus Norwegen – voran. Mit dem Ausbau strategischer und Finanzbeteiligungen im In- und Ausland festigte er die Stellung der VNG. Nach eigenem Bekunden half ihm dabei stets die vielfältige Unterstützung der damaligen Ruhrgas AG als Hauptaktionär. Anfang 2002 erfolgte aufgrund der Fusion von E.ON und Ruhrgas AG ein Verkauf der Ruhrgas-Anteile an die EWE AG. Entgegen den Intentionen der dafür notwendigen Ministererlaubnis versuchte die EWE in der Folge die VNG zu übernehmen, was jedoch nicht zuletzt durch die Intervention von Holst verhindert wurde. Mit dem Erwerb von Explorations- und Förderlizenzen in Norwegen sicherte Holst der VNG einen Zugang zur Produktion von Erdgas. Holst stand über 20 Jahre an der Spitze der VNG.
Seit 1998 ist Holst Königlich Norwegischer Konsul für den Freistaat Sachsen. Im Jahr 2004 wurde der Konsularbezirk um die Bundesländer Sachsen-Anhalt, Thüringen und Brandenburg erweitert. 2005 wurde Holst zum Honorargeneralkonsul des Königreichs Norwegen ernannt. Seit Mai 2014 ist Holst Konsul des Königreichs Norwegen für den Konsularbezirk Mecklenburg-Vorpommern.
Neben einer Reihe anderer Mandate ist Holst auch Ehrenvorstand des Vereins der Freunde und Förderer der Technischen Universität Bergakademie Freiberg. Im Jahr 2013 veröffentlichte er sein erstes Buch unter dem Titel "Bewegte Zeit-Ein Leben voller Energie".
Klaus-Ewald Holst ist verheiratet und hat einen Sohn.

## Ehrungen
- 1995: Ehrensenatorwürde der TU Bergakademie Freiberg
- 1996: Verdienstkreuz am Bande des Verdienstordens der Bundesrepublik Deutschland
- 1998: Königlich Norwegischer Verdienstorden
- 1998: Verdienstorden des Freistaates Sachsen
- 2003: Mitteldeutscher Kommunikations- und Wirtschaftspreis „Heiße Kartoffel“
- 2007: Ernennung zum Professor ehrenhalber (Prof. e. h.) durch den Ministerpräsidenten des Freistaates Sachsen
- 2010: Willy-Brandt-Preis